# Listă de artiști Art Nouveau
Informații suplimentare: Art Nouveau
Informații suplimentare: Listă de artiști Art Deco
Această pagină este o listă de artiști, la care se adaugă uneori nume de diverse companii, care au creat artefacte de orice natură care se pot încadra în amplul curent artistic Art Nouveau .

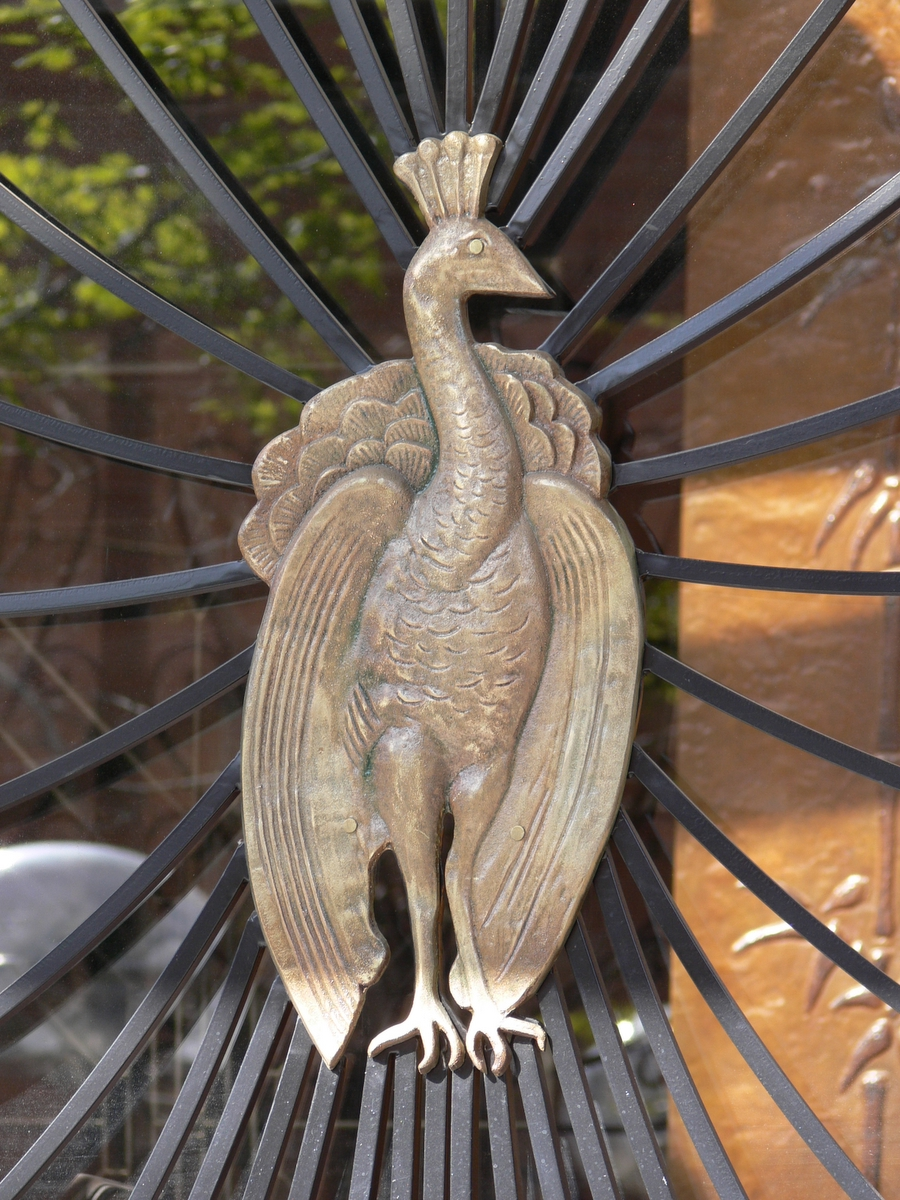
Art Nouveau redivivus - păun de bronz ornamentând ușa de intrare a unui imobil luxos din Denver, Colorado.

## A
- André, Émile (1871 - 1933), francez, creator de artefacte și arhitect
- Arabia O.Y., fabrică finlandeză de sticlărie și porțelanuri fondată în 1874 în Helsinki
- Annesley Voysey, Charles Francis (1857 - 1941), englez, designer, desenator, grafician, realizator de artefacte (Mișcarea artistică Arts and Crafts)
- Ashbee, Charles Robert (1863 - 1942), englez, arhitect, decorator de interioare,  argintar, realizator de artefacte, teoretician al artei, poet
- Auchentaller, Josef Maria (1865 - 1949), austriac, pictor, realizator de artefacte, grafician
- Auger, Georges, francez, (1864 - 1935), francez, aurar, designer de bijuterii

## B

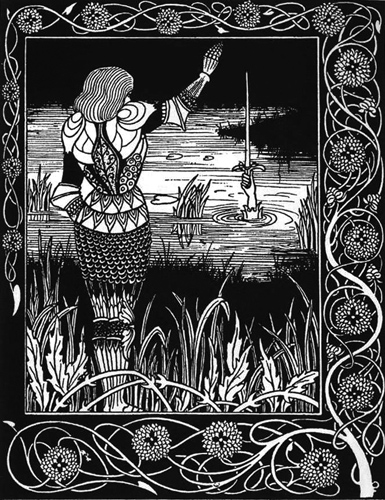
Aubrey Beardsley - How Sir Bedivere Cast the Sword Excalibur into the Water, gravură, 1894.

- Baccarini, Domenico (1882 - 1907), italian, designer, realizatore de artefacte
- Balšánek, Antonin (1865 - 1912), ceh, grafician, designer, realizator de artefacte
- Bakst, Léon (1866 - 1924), rus, designer, grafician, coreograf, managerul trupei de balet rusești Les Ballets Russes
- Baillie Scott, Mackay Hugh (1865 - 1945), englez, arhitect, decorator de interioare, designer de artefacte
- Balat, Alphonse François Hubert (1818 - 1895), belgian, arhitect
- Barrias, Louis-Ernest (1841 - 1905), francez, sculptor, designer, reprezentant de seamă al curentului Beaux-Arts
- Basile, Ernesto (1857 - 1932), italian, arhitect, decorator de interioare și pedagog
- Beardsley, Aubrey Vincent (1872 - 1898), englez, grafician, designer, ilustrator
- Bednarik, Ignat (1882 - 1963), român, pictor, acuarelist, decorator și ilustrator
- Behrens, Peter (1868 - 1940), german, arhitect, pictor, grafician, designer de produse industriale, realizator de seturi de litere, ilustrator de carte, mentor ai unor arhitecți faimoși ai secolului al XX-lea, Walter Gropius, Ludwig Mies van der Rohe și Le Corbusier
- Beltrami, Giovanni (1860 - 1926), italian, pictor
- Bergé, Henri (1870 - 1937), francez, artist vizual, pictor pe sticlă și ceramică, sculptor
- Berghoff, Karl, german, designer, realizator de artefacte
- Berlage, Hendrik Petrus (1856 - 1934), olandez, arhitect, urbanist, designer de mobilier și artefacte
- Berlepsch-Valendas, Hans Eduard von, elvețian, pseudonimul artistic al lui Hans Karl Eduard (1849 - 1921), ilustrator, disigner, realizator de artefacte și pictor

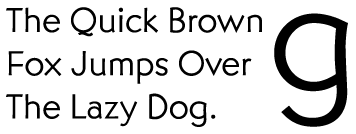
Set de caractere Bernhard Gothic, creat de Lucian Bernhard, exemplificând o propoziție "clasică" printre tipografii de limbă engleză, "The quick brown fox jumps over the lazy dog", întrucât folosește fiecare din cele 26 de litere ale alfabetului englez cel puțin o dată.

- Bernhard, Lucian, german, pseudonimul artistic al lui Emil Kahn (1883 - 1972), pictor, ilustrator, grafician, arhitect, creator de seturi de litere, arhitect, decorator de interioare și profesor de arte frumoase
- Biet, Georges (1868 - 1955), francez, arhitect
- Bigot, Alexandre (1862 - 1927), francez, desiner, realizator de interioare, ebenist
- Bilibin, Ivan Yakovlevich (1876 - 1942), rus, grafician, designer, pictor
- Bindesball, Thorvald (1846 - 1908), danez, arhitect, artist grafic și creator de artefacte
- Bing, Samuel, de fapt, Siegfried "Samuel" Bing (1838 – 1905), german, comerciant de artă, unul dintre cei mai viguroși promotori ai artei japoneze în Europa și al stilului Art Nouveau în anii târzii ai secolului al 19-lea
- Bistolfi, Leonardo (1859 - 1933), italian, designer, desenator, pictor, realizator de artefacte
- Blake, William (1757 - 1827), englez, pictor, acuarelist, poet, tipograf, gravor în cupru și alamă, considerat de către prerafaeliți un demn precursor al acestora

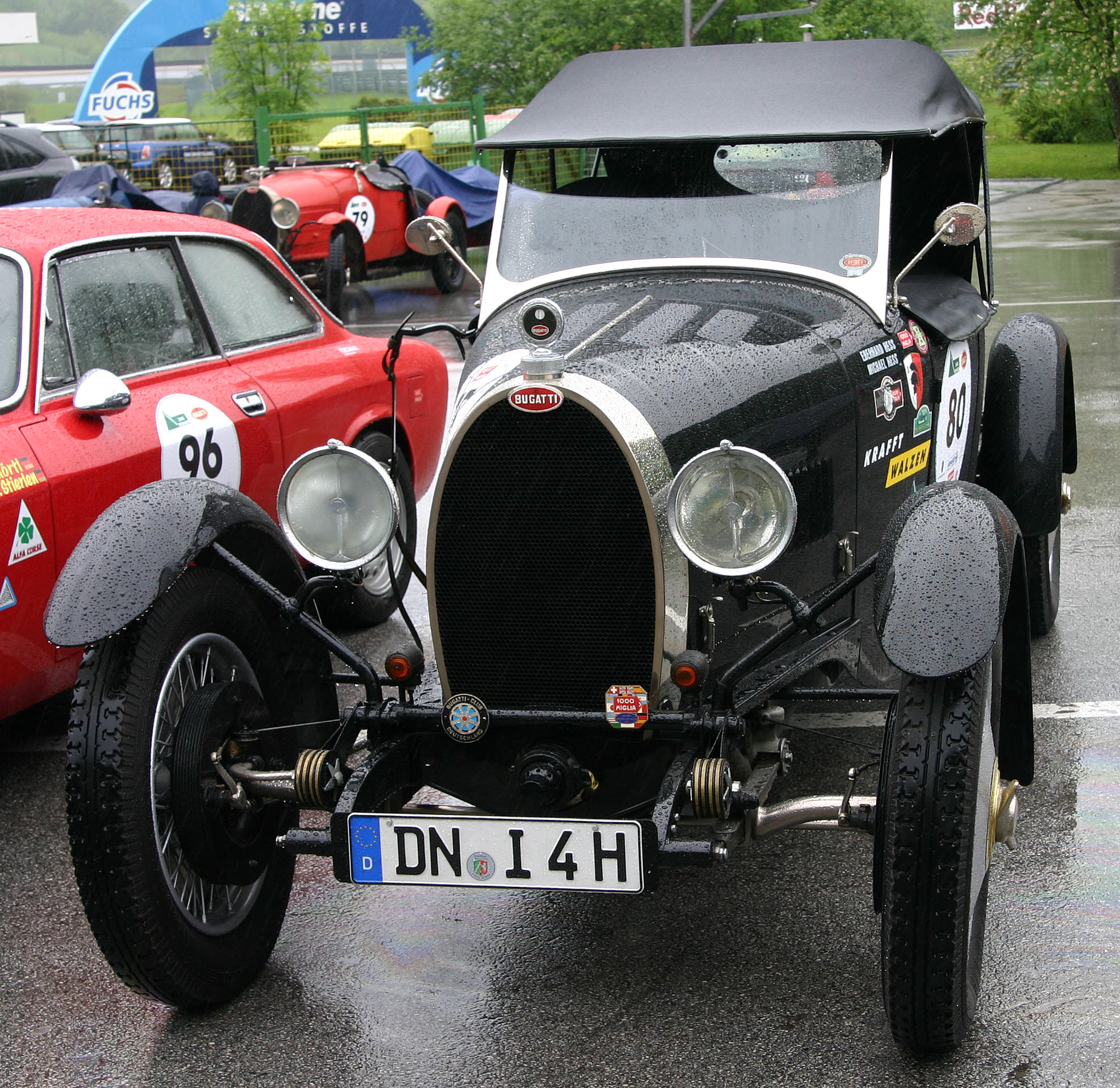
Bugatti 40

- Blérot, Ernest (1870 - 1957), belgian, arhitect, decorator de interioare și restaurator
- Blomstedt, Väinö (1871 - 1947), finlandez, pictor, realizator de artefacte, ilustrator și designer de textile
- Blossfeldt, Karl (1865 - 1932), german, fotograf, pedagog
- Boccioni, Umberto (1882 - 1916), italian, pictor, sculptor, grafician, scriitor de artă
- Bokslaff, Wilhelm Ludwig Nikolai (1858 - 1945), leton german, arhitect și inginer constructor
- Boldini, Giovanni (1842 - 1931), italian, pictor
- Bonnard, Pierre (1867 - 1947), francez, pictor, litograf, grafician, desenator și unul din Les Nabis
- Bosch, Jacob van der (1868 - 1948), olandez, muralist, pictor de fresce, creator de piese de artă decorativă

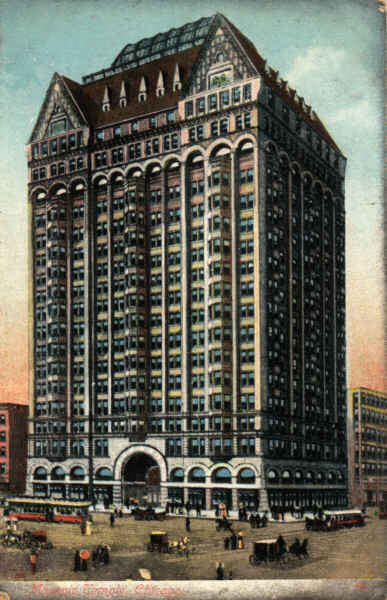
Templul masonic, Chicago, Illinois, arhitect, Daniel Hudson Burnham.

- Boesselt, Rudolf (1871 - 1938), german, sculptor, creator de medalii și bijuterii, designer de artă gravată în metal
- Bradley, William H. (1868 - 1962), american, ilustrator, pictor, designer și tipograf
- Brangwyn, Frank (1867 - 1956), belgian, designer, desenator, pictor
- Braut, Albert (1874 - 1912), francez, pictor
- Brega, Giuseppe (1877 - 1929), italian, arhitect
- Brunfaut, Jules (1852 - 1942), francez, designer, ilustrator, desenator, pictor
- Bugatti, Carlo (1856 - 1940), italian, pictor, designer, ebenist și realizator de artefacte
- Bugatti, Ettore (1881 - 1947), italian, designer, grafician, realizator de artefacte și constructor de automobile
- Bugatti, Rembrandt (1884 - 1916), italian, pictor și sculptor
- Burne-Jones, Sir Edward Coley, numele la naștere Edward Coley Burns (1833 - 1898), englez, pictor, grafician, designer și realizator de artefacte
- Burnham & Root, firmă americană de arhitectură înființată în 1873, în Chicago, Illinois, de către Daniel Hudson Burnham și John Wellborn Root.  Este considerată, în ciuda criticilor vehemente adresate de către Louis Henry Sullivan și Frank Lloyd Wright, ca fiind realizatoarea a adevărate opere de artă arhitecturală în Chicago, în ultimele decenii ale secolului al 19-lea.
- Burnham, Daniel Hudson (1846 - 1912), american, arhitect, inginer constructor, manager și organizator, întemeietor, alături de John Wellborn Root, al fimei de arhitectură omonimă numelor lor de familie, Burnham & Root.

## C
- Cambellotti, Duilio, (1876 - 1960), italian, designer, desenator, pictor
- Cappiello, Leonetto (1875 - 1962), italian, designer, ilustrator, pictor
- Cardeihac, Ernest (1851 - 1904, francez, aurar și argintar
- Carriès, Jean Joseph Marie (1855 - 1894), francez, sculptor, olar și ceramist
- Cartier SA, firmă franceză de bijuterii și artefacte conținând metale prețioase
- Cascello, Basilio (1860 - 1950, italian, grafician, designer, realizator de artefacte
- Cauchie, Paul (1875 - 1952), belgian, pictor și arhitect
- Caussé, Jean ( - ), francez, sculptor
- Charbonnier, Paul (1865 - 1953), francez, arhitect
- Charpentier, Alexandre-Luis-Marie (1856 - 1909), francez, designer, realizator de interioare, ebenist
- Cheret, Jules (1836 - 1932), francez, designer, pictor și artist grafic
- Chini, Galileo (1873 - 1956), italian, pictor, olar și designer de interioare
- Chini, Manufattura, firma artistului Galileo Chini, prin care acesta a produs artefacte în masă
- Christiansen, Hans (1866 - 1945), german, pictor, grafician, realizator de artefacte și scriitor
- Cissarz, Johann Vincenz (1973 - 1942), german, pictor, grafician, pictor pe obiecte din sticlă
- Colenbrander, Theodoros Christian Adrian (1841 - 1930), olandez, arhitect, designer, ceramist, olar și realizator de porțelan
- Colonna, Edward (1862 - 1948), francez, arhitect, designer
- Combaz, Gisbert (1869 - 1941), belgian, pictor, designer de artefacte de interior
- Corinth, Lovis (1858 - 1925), olandez, designer, desenator, sculptor, realizator de artefacte
- Cranach, Wilhelm Lucas von (1861 - 1918), german, pictor, designer de interioare și de bijuterii—descendent al faimosului pictor Lucas Cranach cel Bătrân (1472 - 1553)
- Crane, Walter (1845 - 1915), englez, pictor grafician, ilustrator, designer de artefacte de interior

## D

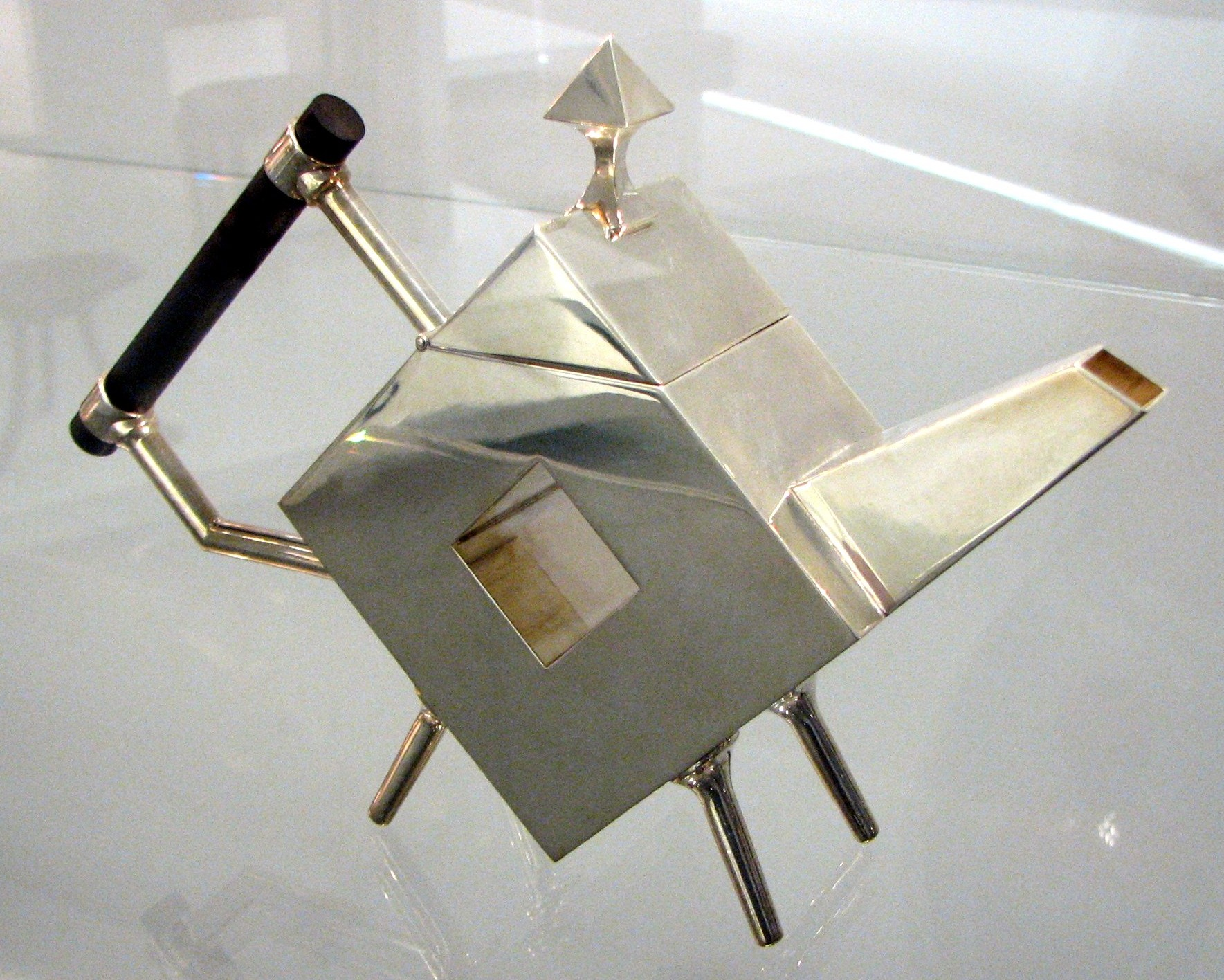
Christopher Dresser, Ceainic, circa 1879.

- D'Aronco, Raimondo Tommaso (1857 - 1932), italian, arhitect
- Dammouse, Albert-Louis (1848 - 1926), francez, sculptor, pictor, olar, ceramist și sticlar
- Dario, Ruben (1867 - 1916), faimos poet nicaraguan, unul dintre cei care a sprijinit estetic mișcarea artistică Art Nouveau
- Frères Daum, fabrică franceză de sticlă fondată de Jean Daum și continuată de fii săi, Jean-Louis Auguste și Jean-Antonin
- Daum, Jean (1825 - 1885), francez, sticlar, întreprinzător, tatăl lui Jean-Louis Daum și Jean-Antoni Daum
- Daum, Jean-Louis Auguste (1854 - 1909), francez, sticlar, fiul lui Jean Daum și fratele lui Jean-Antonin Daum
- Daum, Jean-Antonin (1864 - 1930), francez , sticlar, fiul lui Jean Daum și fratele lui Jean-Louis Auguste Daum

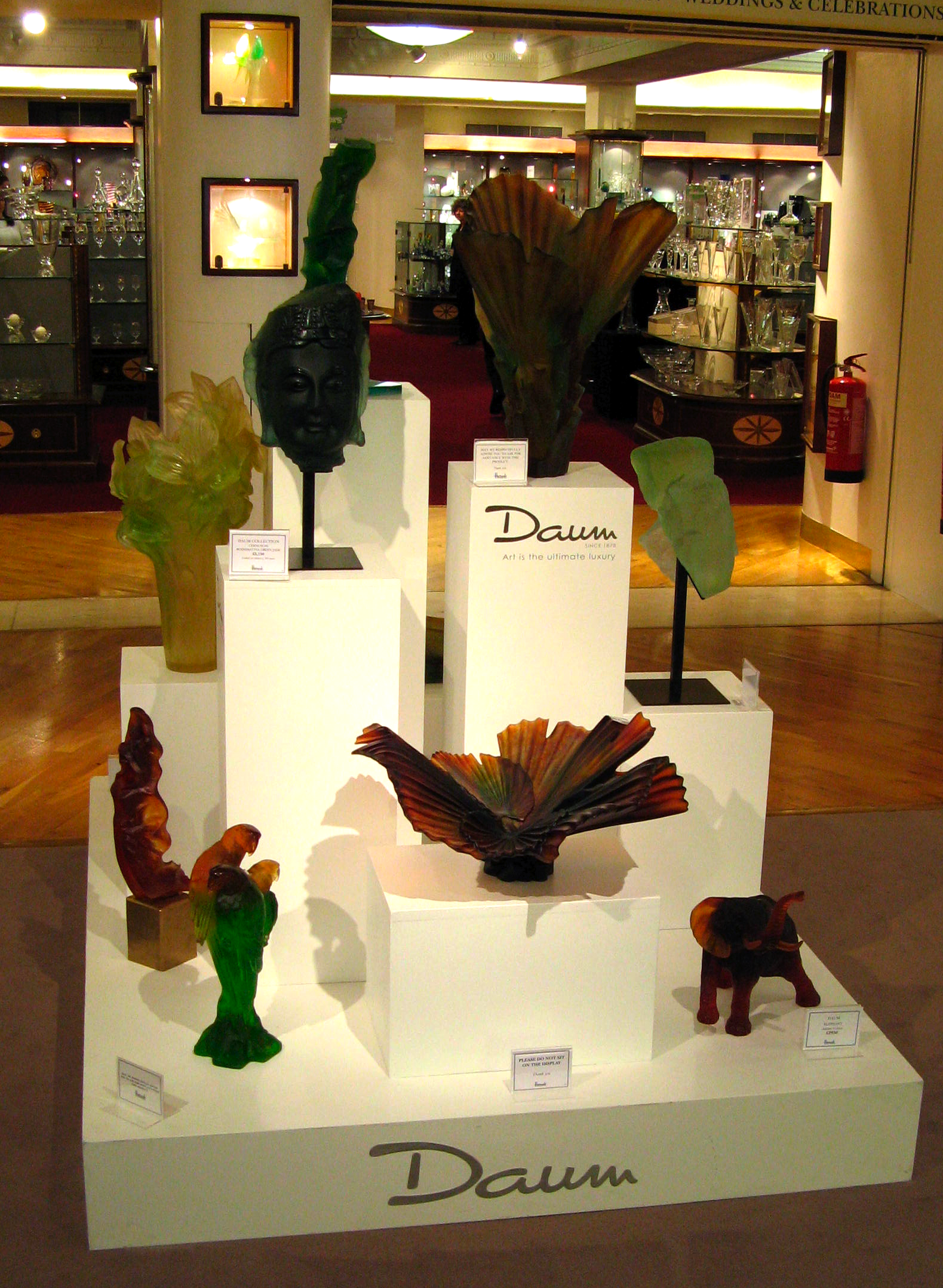
Obiecte de sticlă realizată la sticlăria familiei Daum expusă la Harrods, Londra.

- De Feure, Georges (1868 - 1928), francez, designer, desenator, pictor
- Dearle, John Henry (1860 - 1932), englez, designer și realizator de artefacte
- Décorchemont, François-Émile (1880 - 1971), francez, olar, ceramist și sticlar
- Delaherche, Auguste (1857 - 1940), francez, olar, ceramist
- Den Kongelige Porcelainsfabrik, fabrică daneză de porțelan, fondată în 1760
- Divéky, Josef von (1887 - 1951), ungur, pictor și grafician
- Doesburg, Theo van, numele real, Christiaan Emil Marie Küppper, (1883 - 1931), olandez, pictor, arhitect și scriitor de artă
- Domènech i Montaner, Lluis (1850 - 1923), spaniol, arhitect
- Dresser, Christopher (1834 - 1904), englez, botanist, teoretician al artei, realizator de artefacte
- Dubois, Fernand, (1861 - 1939), belgian, sculptor, bijutier și realizator de medalii și plăci comemorative
- Dudovich, Marcello (1878 - 1962), italian, artist grafic
- Dumont, Henri (1859 - 1921), francez, designer, pictor
- Durrio, Paco, pseudonimul lui Francisco Durrio de Madron (1875 - 1940), spaniol, bijutier, realizator de artefacte de mici dimensiuni

## E

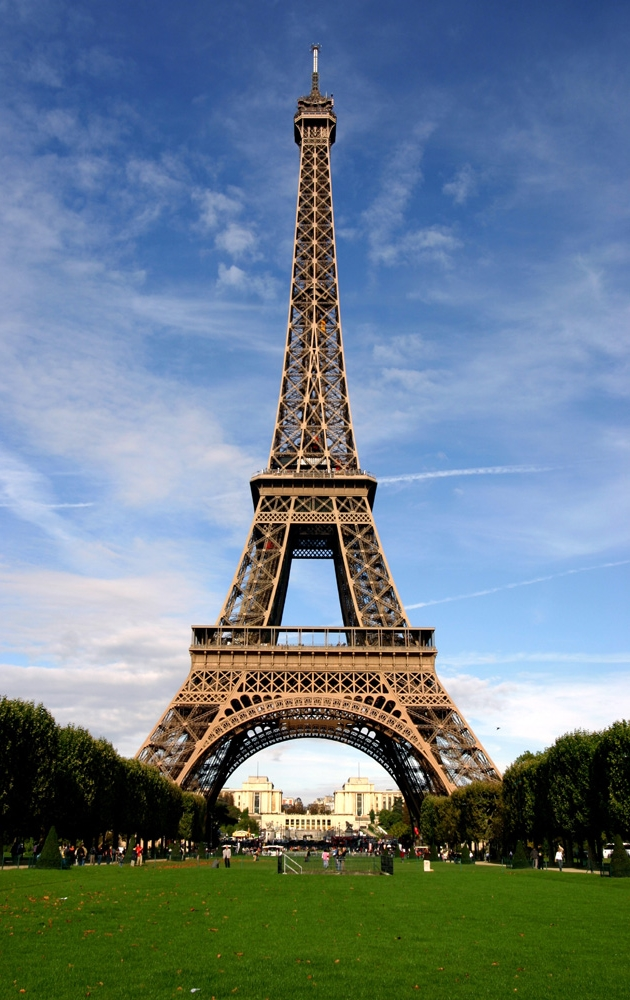
Celebrul Turn Eiffel, Paris.

- Eckmann, Otto (1865 - 1902), german, pictor, grafician, ilustrator de cărți, designer de seturi de litere și realizator de artefacte
- Eiffel, Alexandre Gustave (1832 - 1923), francez, inginer, arhitect, inventator
- Eissenloeffel, Jan (1876 - 1957), olandez, bijutier de argintărie, creator de artefacte din metal
- Eisenstein, Mihail (1867 - 1921), rus, arhitect și inginer constructor, creator a numeroase clădiri în stilul Art Nouveau în Riga, Letonia (tatăl regizorului Serghei Eisenstein)
- Endell, August (1871 - 1925), german, arhitect, designer de arte aplicate
- Engelhardt, Knud Valdemar (18ab - 19cd), danez, pictor, grafician, sticlar
- Evenepoel, Henry Jacques Édouard (1872 - 1899), belgian, pictor, grafician

## F

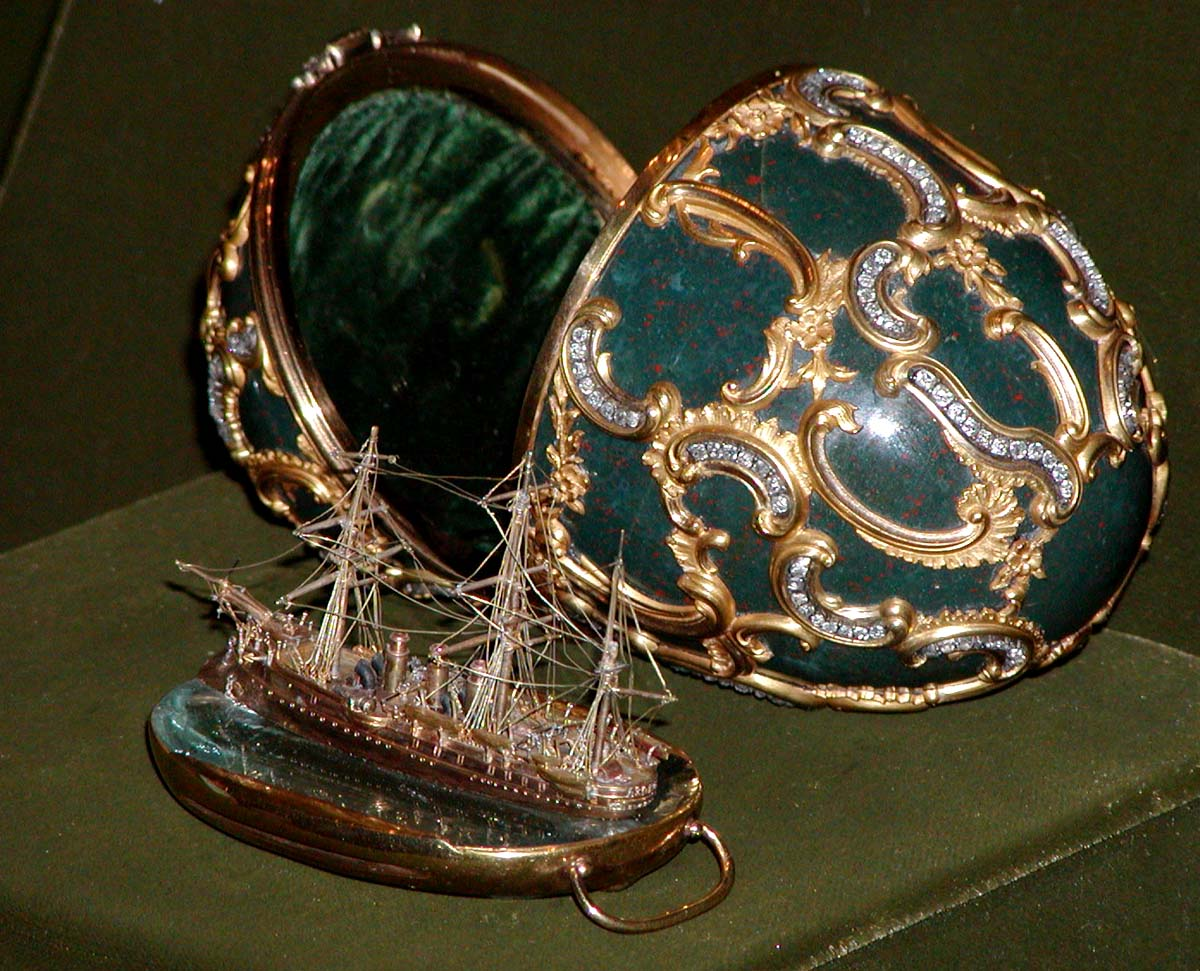
Oul Fabergé Memoria lui Azov

- Fabergé, Peter Carl (1846 - 1920), rus, aurar și bijutier, creator al celebrelor Ouă Fabergé
- Feure, Georges de, francez-olandez, pseudonimul artistic al lui Georges van Sluijters (1868 - 1943), pictor, graficia, scenograf, realizator de diverse artefacte
- Fidus, german, pseudonimul artistic al lui Hugo Höppener (1868 - 1948), creator de diferite artefacte și ilustrator de cărți
- Fouquet, Georges (1862 - 1957), francez, aurar, argintar și bijutier
- Frosterus, Sigurd (1876 - 1956), finlandez, arhitect și fotograf de artă

## G

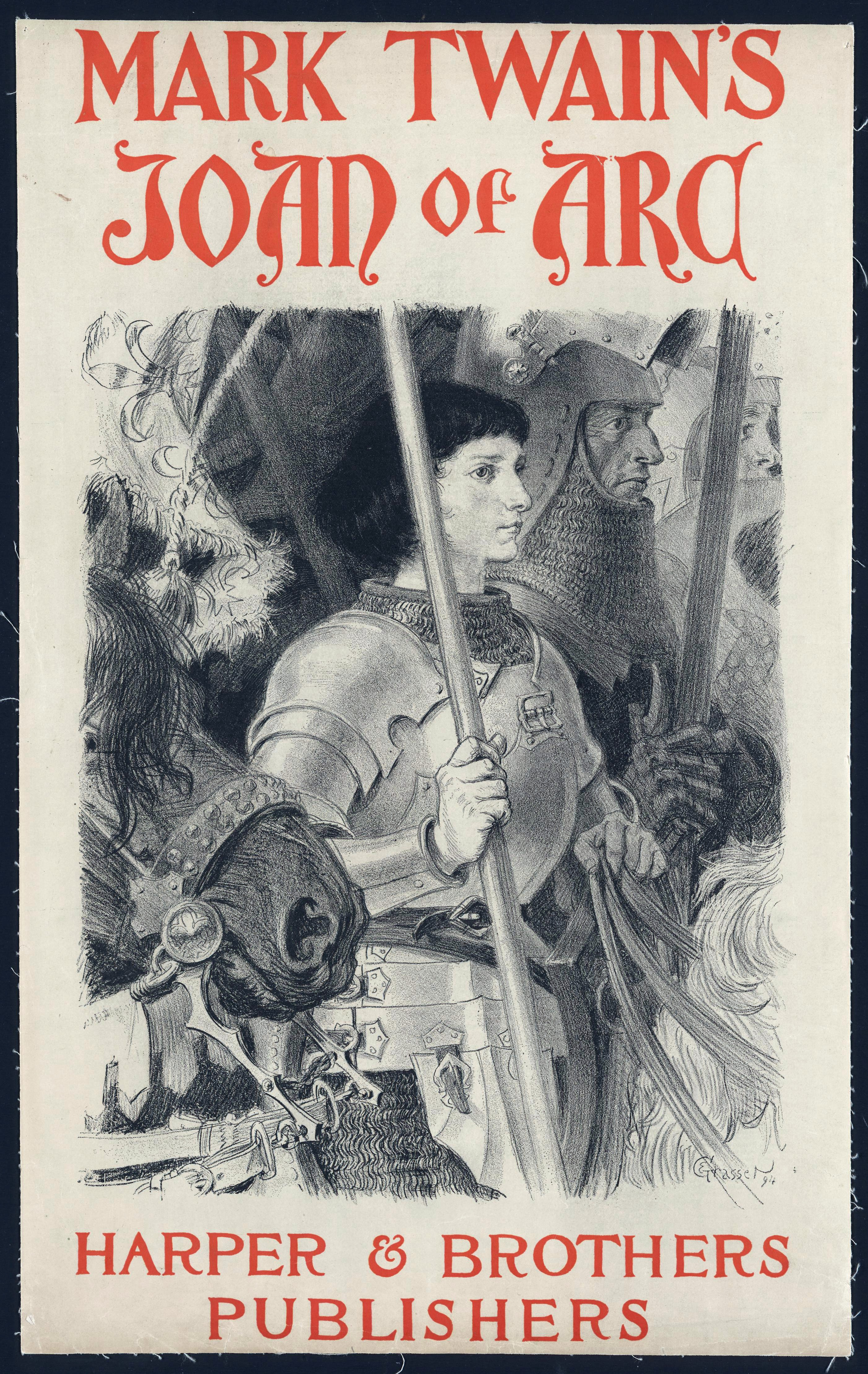
Eugène Samuel Grasset - Ilustrarea coperții cărții Joan of Arc, Mark Twain.

- Gaillard, Eugène (1862 - 1933), francez, arhitect, designer de mobilier și diverse artefacte
- Gaillard, Lucien (1891 - după 1945), francez, bijutier și designer de artefacte
- Gallé, Émile (1846 - 1904), francez, olar, sticlar, ceramist, pictor pe sticlă și creator de mobilă
- Gallen-Kallela, Akseli (1865 - 1931), finlandez, pictor și artist grafic, devenit celebru pentru ilustrarea epopeii naționale finlandeze Kalevala
- Gaudí i Cornet, Antoni (1852 - 1926), catalan, arhitect, decorator și designer
- Gerard, Gaston (1878 - 1969), francez, acuarelist, pictor și designer
- Gesellius, Herman (1876 - 1916), finlandez, arhitect, co-fondator, împreună cu Armas Eliel Lindgren și Eliel Saarinen, în 1896, al firmei de arhitectură Gesellius, Lindgren & Saarinen

- Gesellius, Lindgren & Saarinen, firmă de arhitectură finlandeză, cunoscută și sub acronimul GLS, înființată în 1896 de către Herman Gesellius, Armas Eliel Lindgren și Eliel Saarinen.  GLS a influențat major evoluția ulterioară a arhitecturii în Finlanda.
- Geyr, Karl, german, designer, realizator de artefacte
- Grasset, Eugène (1845 - 1917), elvețian, creator de postere, litograf, ilustrator, desenator, grafician, designer de timbre și cărți poștale
- Gradl, Max Josef (1873 - 1934), german, pictor peisagist și grafician, fratele mai mic al lui Hermann Gradl der Ältere
- Gradl der Ältere, Hermann (1869 - 1934), german, pictor, sculptor, grafician și creator de artefacte
- Grasset, Eugène Samuel (1841 - 1917), elvețian, sculptor, arhitect, ilustrator, grafician, pictor și realizator de artefacte
- Greiner, Daniel (1872 - 1943), german, sculptor, pictor și grafician
- Gris, Juan, nume la naștere José Victoriano Gonzáles Pérez, (1887 - 1927), spaniol, pictor și grafician
- Gruber, Jacques (1870 - 1936, francez alsacian, pictor și realizator de artefacte
- Guimard, Hector (1867 - 1942), francez, arhitect, designer, realizator de vitralii și artefacte, considerat cel mai reprezentativ creator francez al curentului artistic Art Nouveau
- Gulbransson, Olaf (1873 - 1858), norvegian, pictor și grafician
- Gurschner, Gustav (1873 - 1970), austriac, sculptor, realizator de morminte și artefacte

## H

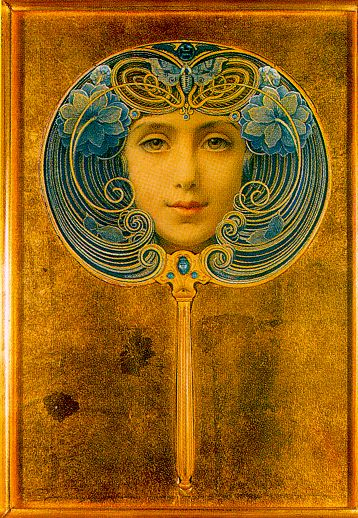
Louis Welden Hawkins, Mască

- Haagsche Plateelbakkerij Rozenburg, fabrică olandeză de porțelan fondată în 1873 de către germanul Wilhelm Wolff von Gudenberg
- Habich, Ludwig (1872 - 1949), german, sculptor și realizator de artefacte
- Hamesse, Paul (1877 - 1956), belgian, arhitect și designer
- Hampel, Walter (1867 - 1949), austriac, pictor, designer și realizator de artefacte
- Hankar, Paul (1859 - 1901), belgian, arhitect și ebenist

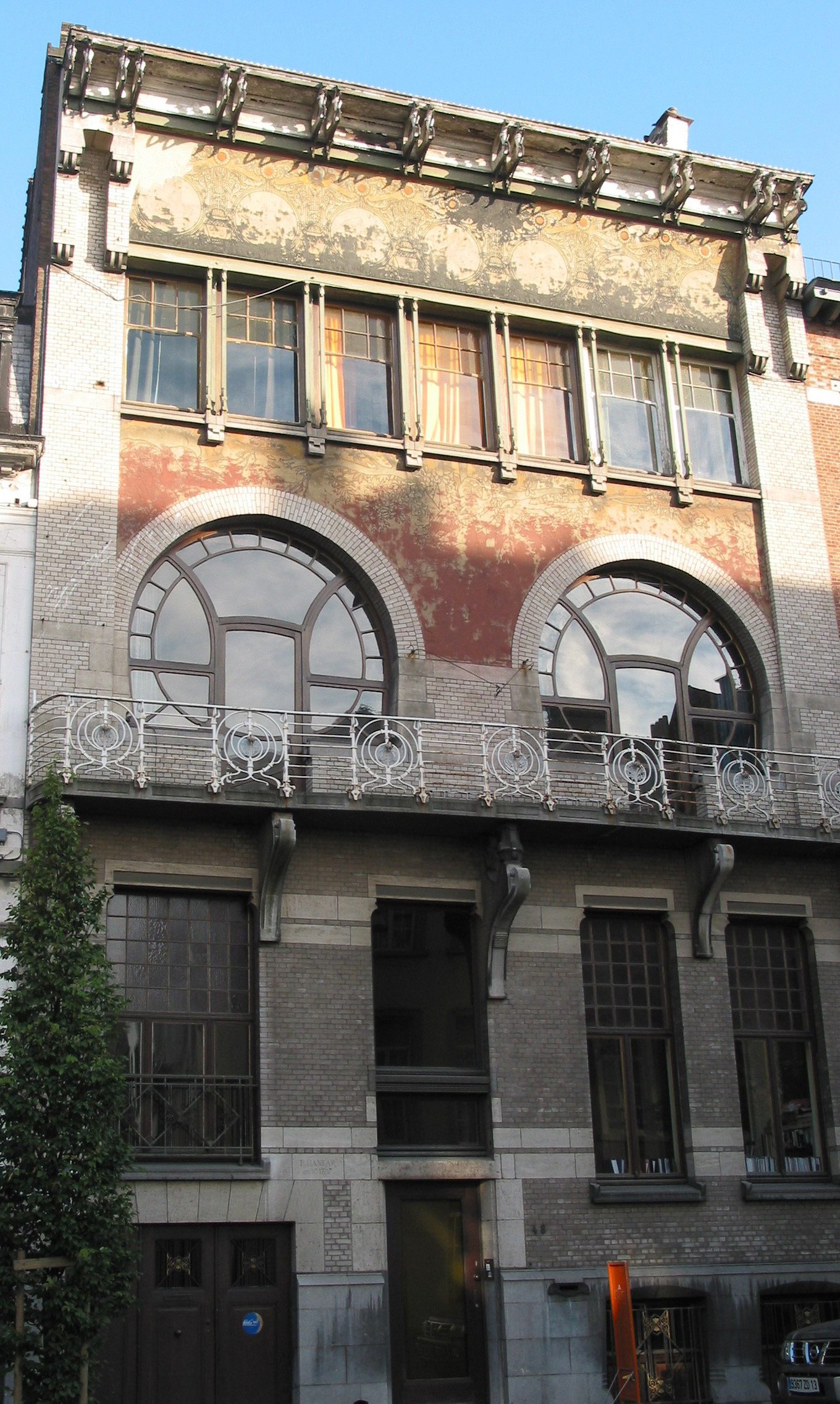
Clădire realizată de Paul Hankar.

- Hansen, Frida (1855 - 1931), numele real Frederikke Bolette, norvegiană, designer de textile
- Hatgring, J. H. (1876 - 1951, olandez, designer, realizator de porțelan
- Haunstein, Paul (1880 - 1944), german, pictor, grafician, creator de artefacte
- Hawkins, Louis Welden (1849 - 1910), pictor francez de naționalitate engleză
- Hazenplug, Frank (1873 - după 1908), american, grafician
- Heinze, Thomas Theodor (1867 - 1948), german, pictor, scriitor și grafician
- Hentschel, Julius Konrad (1872 - 1907), german, ceramist, pictor pe porțelan, grafician
- Hoentschel, Georges (1855 - 1915), francez, arhitect, ceramist, olar și colecționar
- Hoetger, Bernhard (1874 - 1949), german, sculptor, pictor, grafician, arhitect și realizator de artefacte
- Hoffmann, Josef (1859 - 1901), austriac, grafician, realizator de obiecte de artă aplicată
- Hofmann, Ludwig von (1861 - 1945), german, pictor, grafician, designer, realizator de obiecte de artă aplicată
- Hohenstein, Adolf (1854 - 1928), germano-italian, decorator de interioare, grafican, ilustrator, pictor, scenograf, realizator de costume de operă și postere
- Hokusai, Katsuhika (1760 - 1849), japonez, pictor și maestru al gravurilor colorate în lemn; Hokusai a exercitat un efect pronunțat și de lungă durată asupra mișcării artistice Art Nouveau
- Horta, Victor (1861 - 1947), belgian, arhitect
- Huber, Patriz (1878 - 1902), german, bijutier, grafician, realizator de obiecte de artă aplicată
- Hyland, Fred (18ab - 19cd), englez, grafician

## I

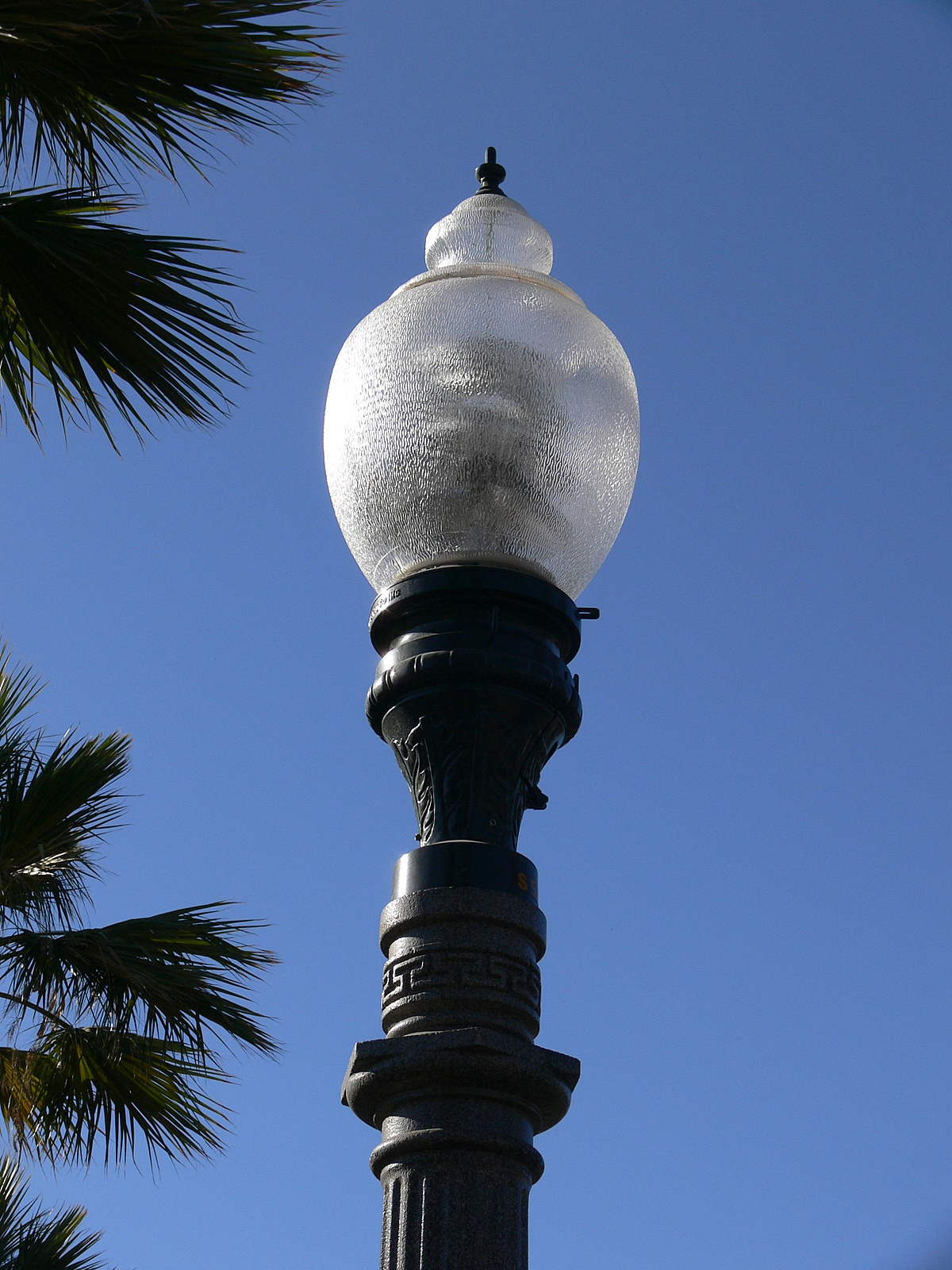
Art Nouveau redivivus - stâlp stradal, City of Phoenix, Arizona.

## J
- Jensen, Greg (1866 - 1935), danez, ceramist, aurar și argintar
- Jerndahl, Aron (1858 - 1936), sudez, sculptor și pictor
- Jo, Léo, numele la naștere Léotin Joris, 1870 - 1962), belgian, grafician
- Jourdain, Frantz (1847 - 1935), belgian-francez, arhitect, grafician, scriitor și jurnalist
- Jungnickel, Ludwig Heinrich (1881 - 1965), german, pictor, grafician și designer de arte aplicate

## K
- Kallela, Akseli Gallen- (1865 - 1931), finlandez, pictor, designer, grafician, ilustrator; cel mai celebru ilustrator al epopeii naționale finlandeze, Kalevala
- Kayser & Sohn AG, fabrică de artefacte executate din metal fondată în Düssseldorf, Germania de familia Kayser în 1862
- Kayser, Engelbert, german, designer, realizator de artefacte, membru al familiei Kayser, care poseda și administra firma Kayser & Sohn AG
- Kayser, Johann Peter, german, întreprinzător, fondatorul firmei Kayser & Sohn AG

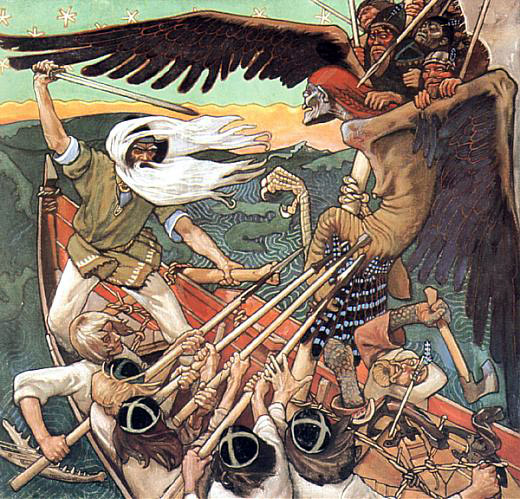
Ilustrație a poemului, devenit epopee națională a Finlandei, Kalevala, illustrator Akseli Gallen-Kallela.

- Khnopff, Fernand (1858 - 1921), belgian, pictor, grafician , realizator de artefacte
- Klablena, Eduard (1881 - 1933), austriac, designer, sculptor și ceramist
- Kleukens, Friedrich Wilhelm (1878 - 1956), german, grafician, pictor
- Klimt, Gustav (1862 - 1918), austriac, pictor și grafician
- Klinger, Max (1857 - 1920), german, designer, grafician, sculptor
- Knox, Archibald (1864 - 1933), englez, argintar, designer, pictor
- Kok, J. Jurriaan (1861 - 1919), olandez, arhitect, designer, olar, ceramist și realizator de porțelan
- Kokoschka, Oscar (1886 - 1980), austriac, pictor, designer, desenator, realizator de artefacte, poet, dramaturg, puternic reprezentant al Expresionismului în artele vizuale și scriitură
- Kröner, Johann Christian, german, designer, realization de artefacte

## L
- Laube, Eižens (1880 - 1967), leton, arhitect
- Le Compte. Adolf (1850 - 1921), olandez, olar și cearmist
- Leven, Hugo, german, designer, realizator de artefacte
- Likarz, Maria (1893 - 1971), austriacă, designer, pictor, desenator
- Lindgren, Armas Eliel, finlandez, arhitect și desiner, co-fondator,  în 1896, alături de Herman Greselius și Eliel Saarinen, al firmei de arhitectură Gesellius, Lindgren & Saarinen
- Loghi, Kimon, român de origine macedoromână , pictor, artist grafic, desenator
- Loos, Alfred (1870 - 1933), austriac, designer de interioare, ebenist

## M

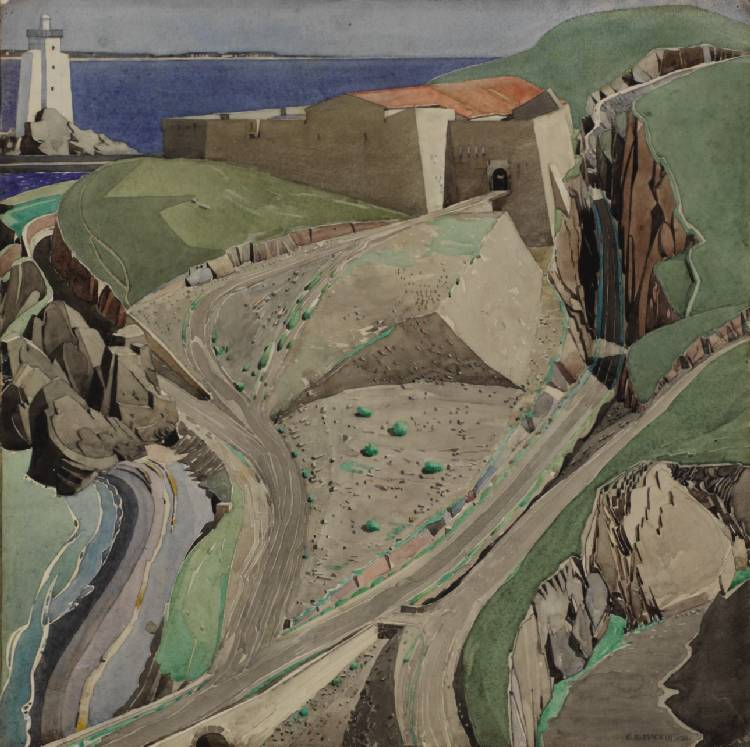
Acuarelă de Charles Rennie Mackintosh.

- Mackintosh, Charles Rennie (1868 - 1928), scoțian, arhitect, designer, pictor, acuarelist, realizator de artefacte, ilustrator de cărți
- Munthe, Gerhard Peter (1849 - 1929), norvegian, pictor, artist grafic, creator de artefacte și scriitor

## N
- Ella Naper (1886 - 1972, englezoaică, bijutier, designer de bijuterii
- Nerman, Einar (1888 - ?), suedez, pictor și grafician
- Nuutajärvi, fabrică finlandeză de sticlă fondată în 1793 în localitatea Nuutajärvi

## O
- Obrist, Hermann (1863 - 1927), elvețian, decorator de interioare, sculptor
- Olbrich, Josef Maria (1867 - 1908), austriac, arhitect, designer, realizator de artefacte

## P
- Paczka-Wagner, Cornelia (1864 - ?), germană, graficiană, gravoare în cupru, pictoriță
- Pankok, Bernhard (1872 - 1943), german, arhitect, grafician, creatro de artefacte, pictor, restaurator, sculptor
- Partridge, Frederick James (1877 - 1942), englez, bijutier, designer de bijuterii
- Picasso, Pablo (1881 - 1973), spaniol, pictor, olar și sculptor
- Paul, Bruno (1874 - 1968), german, arhitect, pictor, grafician și creator de artefacte
- Pauser, Hermann, german, designer, realizator de artefacte
- Peche, Dagobert, (1867 - 1923), austriac, designer, realizator de artefacte
- Peretiatkovich, Marian (1872 - 1916), rus, ahitect
- Pekšens, Konstantins (1859 - 1929), leton, arhitect și inginer constructor
- Powell, Harry James (1853 - 1922), englez, sticlar
- Powolny, Michael (1871 - 1954), austriac, ceramist și sculptor

## Q
- Quarti, Eugenio (1867 - 1929), italian, designer și realizator de mobilă
- Quittner, Zsigmond (1857 - 1918), ungur, designer, desenator, ilustrator, pictor, realizator de artefacte

## R
- Rackham, Arthur (1867 - 1939), englez, pictor,designer, illustrator
- Redon, Odilon, francez, pseudonimul artistic al lui Bertrand-Jean Redon (1840 - 1916), pictor și artist grafic
- Revere, Paul Pottery, manufacturier american de artefacte ceramice, de sticlă și de olărit
- Riemerschmied, Richard (1868 - 1957), german, designer, producător de artefacte
- Roller, Alfred (1864 - 1935), austriac, pictor,designer, ilustrator
- Rossetti, Dante Gabriel (1828 - 1882, englez, pictor și poet
- Root, John Wellborn (1849 - 1891}, american, co-fondator al firmei de arhitectură Burnham & Root, una din cele mai productive, influente și prolifice firme de arhitectură ale orașului Chicago
- van Rossum, Jacobus Willem (1881 - 1963), olandez, designer, ceramist, olar și realizator de porțelan

## S

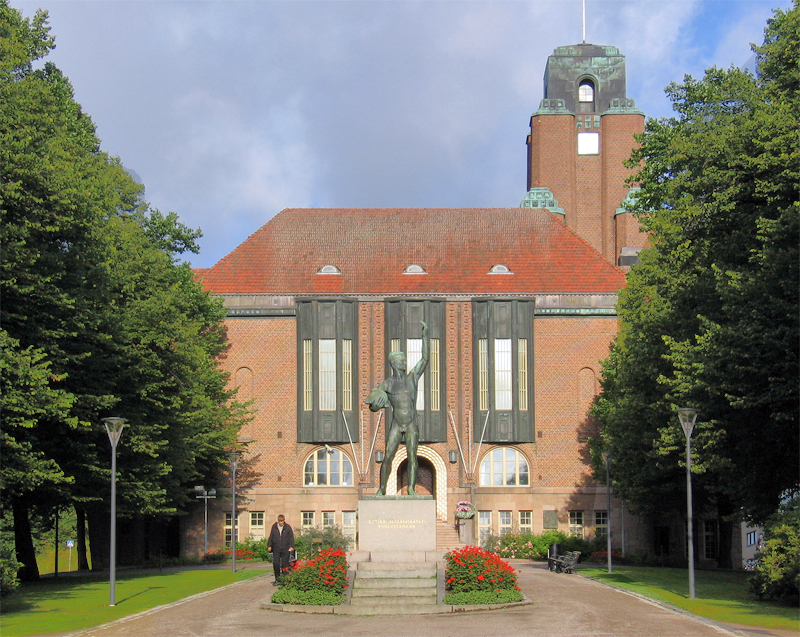
Eliel Saarinen - Primăria orașului Lahti, Finlanda

- Saarinen, Eliel (1873 - 1950), finlandez, arhitect, urbanist, designer, realizator de interioare și de mobilier, pictor, pedagog, co-fondator,  în 1896, alături de Herman Greselius și Armas Eliel Lindgren, al firmei de arhitectură Gesellius, Lindgren & Saarinen
- Sant'Elia, Antonio (1888 - 1916), italian, arhitect, urbanist, designer de planuri utopice pentru orașe ale viitorului
- Sartorio, Giulio Aristide (1860 - 1992; Roma), italian, arhitect, designer, desenator
- Schaudt, Johann Emil (1871 - ? ), german, arhitect
- Schellink, Samuel (1876 - 1958), german, designer, olar, ceramist și realizator de porțelan
- Schiele, Egon (1890 - 1918), austriac, pictor, desenator, ilustrator, designer
- Schwabe, Carlos (1877 - 1926), german, designer, pictor, ilustrator, desenator
- Segantini, Giovani (1858 - 1899), italian, arhitect, designer, designator
- Serrurier-Bovy, Gustave (1858 - 1910), francez, designer, realizator de mobilier
- Sharvogel, Jacob Julius (1854 - 1938), german, pictor, olar și ceramist
- von Spaun, Max Ritter, german, sticlar, ceramist, creator de artefacte decorative
- Sullivan, Louis Henri (1856 - 1924), american, arhitect, critic și scriitor de arhitectură
- Sütterlin, Ludwig (1865 - 1917, german, grafician, promotor al afișului realizat în maniera Plakatstil, pedagog, realizator (în 1911) al setului de litere de mână cunoscute sub numele de de  Sütterlinschrift
- Stassen, Franz, german, designer, pictor, desenator, ilustrator
- Stappen, Charles van der (1843 - 1910), belgian, sculptor
- Stevens and Williams, firmă manufacturieră din Anglia care a produs numeroase din artefactele, ceramica, sticlăria și mobilierul mișcării artistice Art Nouveau din Marea Britanie
- van Stuck, Franz (1863 - 1928), german, designer, pictor, desenator, ilustrator
- Sterken, Roelof (1877 - 1943), olandez, ceramist, olar, realizator de porțelan

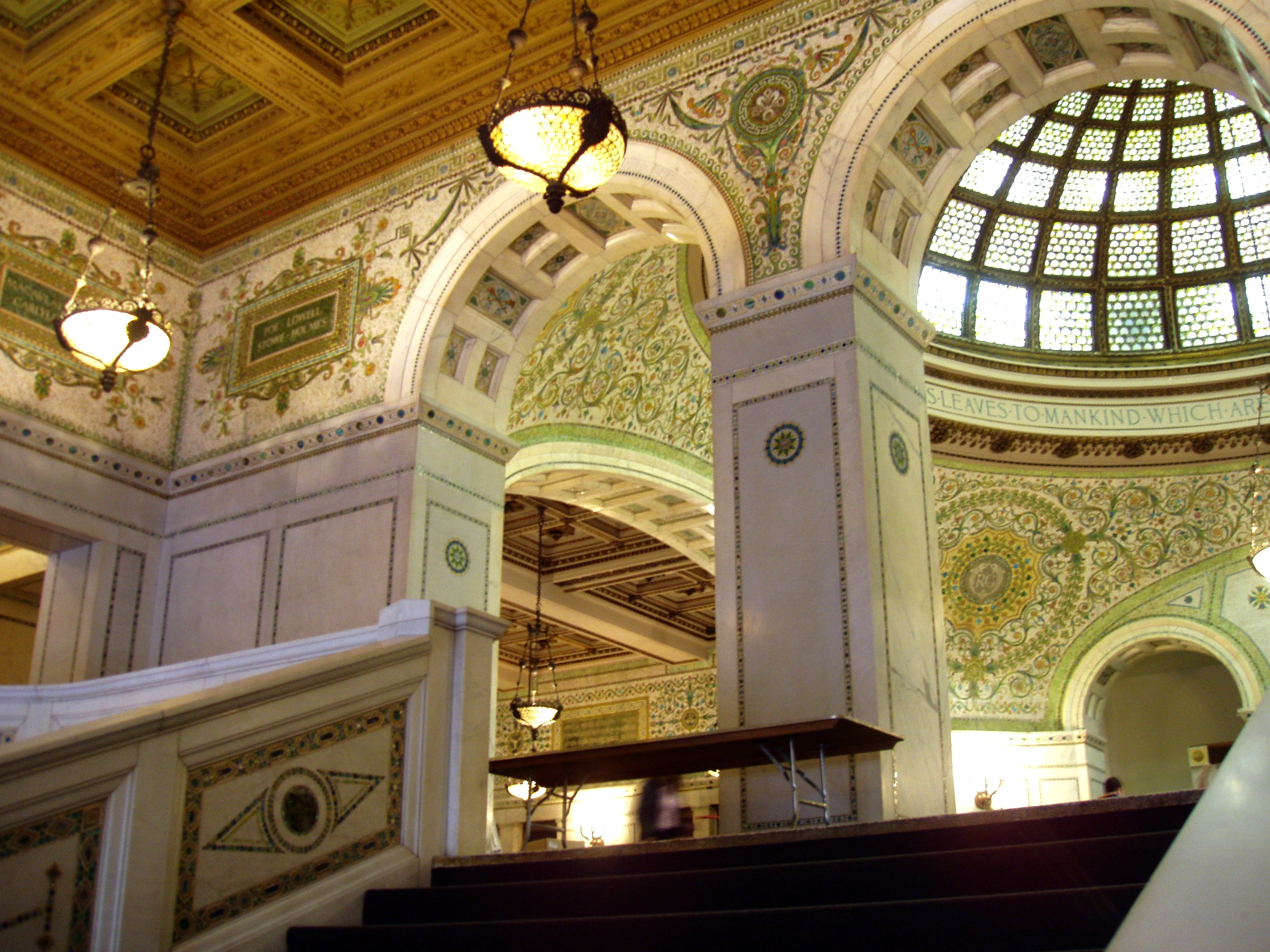
Chicago Cultural Center, Sala Preston Bradley ---
Domul este cel mai mare vitraliu și cel mai mare dom realizat vreodată de Louis Comfort Tiffany

## T
- Tiffany, Louis Comfort (1848 - 1933), american, sticlar, ceramist, pictor, realizator de artefacte destinate decorării interioarelor
- Tostrup, Olaf (1842 - 1882), norvegian, bijutier

## U
- Urania, fabrică olandeză de artefacte metalice și obiecte casnice fondată în 1895 la Maastricht
- Urban, Josef (1872 - 1933), austriac, arhitect, realizator de artefacte, scenograf și realizator de costume

## V
- Vallin, Eugène (1856 - 1922), francez, arhitect
- Van der Velde, Henry (1863 - 1957), belgian, arhitect
- Vever, firmă franceză de bijuterii fondată în Metz în 1831, mutată la Paris în 1871
- Vogeler, Heinrich (1872 - 1942), german, pictor, artist grafic și realizator de artefacte

## W
- Wagner, Otto (1841 - 1918), german, arhitect, designer, creator de mobilier
- Weissenburger, Lucien (1860 - 1929), francez, arhitect, designer, realizator de interioare
- Wennerberg, Gunnar Gison (1863 - 1914), suedez, pictor și pictor pe sticlă și porțelan
- Wiener Werkstätte, firmă din Viena, care a produs multe din artefactele, ceramica, sticlăria și mobilierul mișcării artistice Sezession, echivalentul austriac al mișcării contemporane Art Nouveau
- Wolfers, Philippe (1858 - 1929), german, designer, desenator, realizăr de interioare
- Wolff von Gudenberg, Wilhelm, german, grafician, designer și întreprinzător, fondator al fabricii olandeze de porțelan Haagsche Plateelbakkerij Rozenburg din Den Haag
- Williams, Stevens and, firmă manufacturieră din Anglia care a produs numeroase din artefactele, ceramica, sticlăria și mobilierul mișcării artistice Art Nouveau din Marea Britanie
- Wright, Frank Lloyd (1867 - 1959), american, arhitect, designer, creator de vitralii și decorator de interioare

## Z
- Zsolnay, fabrică de ceramică și porțelan, fondată la Pécs, Ungaria în 1862 de frații Vilmos și Ignaz Zsolnay